# Prêmio da combatividade da Volta a Espanha
O prêmio da combatividade na Volta em Espanha é uma das classificações secundárias da Volta a Espanha. É uma classificação que recompensa o ciclista mais combativo durante uma etapa. A diferença das outras classificações, não há um maillot específico pelo corredor mais combativo, senão que o mais combativo da cada etapa obtém a etapa seguinte sua dorsal em alvo sobre fundo vermelho.

## Palmarés
| Ano  | Ciclista           | Equipa                 | Outros maillots |
| ---- | ------------------ | ---------------------- | --------------- |
| 2012 | Alberto Contador   | Saxo Bank-Tinkoff Bank | Geral           |
| 2013 | Javier Aramendia   | Caja Rural-Seguros RGA |                 |
| 2014 | Christopher Froome | Team Sky               |                 |
| 2015 | Tom Dumoulin       | Giant-Alpecin          |                 |
| 2016 | Alberto Contador   | Tinkoff                |                 |
| 2017 | Alberto Contador   | Trek-Segafredo         |                 |
| 2018 | Bauke Mollema      | Trek-Segafredo         |                 |